# Maurice De Korte
Maurice De Korte, né le 8 août 1889 à Schaerbeek et décédé le 5 avril 1971 à Watermael-Boitsfort, est un sculpteur belge.
En 1907, à 16 ans Maurice De Korte, dont le nom s'orthographie également de Korte ou Dekorte  entame une formation de sculpteur à l'Académie des Beaux-Arts de Bruxelles auprès du sculpteur Victor Rousseau.  Il y suit également des cours de peinture auprès de Paul Du Bois et d'Émile Fabry.
En 1914, il obtient le second Prix Godecharle pour l'ébauche du bas-relief Funérailles, installé au cimetière communal du Vogelenzang à Anderlecht.
De 1923 à 1958, Maurice De Korte a été professeur de sculpture à l'Académie des Beaux-Arts de Tournai et a participé à des expositions à Gand, Bruxelles, Renaix (1955), Liège et Tournai.
Maurice De Korte s'installe en 1922 à Anderlecht. 
Deux de ses sculptures, l'Agriculture et l'Industrie, ornent le grand Palais du Heysel à Bruxelles, depuis l'exposition universelle de 1935.  Plusieurs de ses œuvres sont visibles dans des parcs et espaces publics, ainsi qu'au Musée des beaux-arts de Tournai et au Musée d'art moderne et d'art contemporain de Liège.

## Quelques œuvres
- Funérailles, à l'entrée du cimetière communal du Vogelenzang
- Maternité, parc Josaphat, Schaerbeek
- Enfant, Schaerbeek
- La demoiselle à coquille, parc de Forest
- l'Agriculture, palais du Centenaire, Heysel, Bruxelles
- l'Industrie, palais du Centenaire, Heysel, Bruxelles
- Baigneuse, domaine provincial de Huizingen
- Nocturne, monument funéraire au cimetière de Tournai.
- La Femme assise, parc Astrid, Anderlecht